# Dischidia hoyella
Dischidia hoyella är en oleanderväxtart som beskrevs av R. Omlor. Dischidia hoyella ingår i släktet Dischidia och familjen oleanderväxter. Inga underarter finns listade i Catalogue of Life.